# Francisco Elorriaga
Francisco Javier Elorriaga Iturriagagoitia (nascido em 3 de dezembro de 1947) é um ex-ciclista espanhol que competiu profissionalmente durante as décadas de 70 e 80 do século XX. Competiu na estrada individual nos Jogos Olímpicos de Munique 1972.